# Plan-de-Cuques
Plan-de-Cuques est une commune française de plus de 10 000 habitants, située dans la banlieue nord-est de Marseille, dans le département des Bouches-du-Rhône en région Provence-Alpes-Côte d'Azur. Ses habitants sont appelés les Plan-de-Cuquois. Le nom en provençal est lou Plan dei Cuco.

## Géographie

### Situation
| Marseille | Simiane-Collongue | Mimet   |
| Marseille | Plan-de-Cuques    | Allauch |
| Marseille | Marseille         | Allauch |

### Climat
Pour des articles plus généraux, voir Climat de Provence-Alpes-Côte d'Azur et Climat des Bouches-du-Rhône.
En 2010, le climat de la commune est de type climat méditerranéen franc, selon une étude du Centre national de la recherche scientifique s'appuyant sur une série de données couvrant la période 1971-2000. En 2020, Météo-France publie une typologie des climats de la France métropolitaine dans laquelle la commune est exposée à un climat méditerranéen et est dans la région climatique  Provence, Languedoc-Roussillon, caractérisée par une pluviométrie faible en été, un très bon ensoleillement (2 600 h/an), un été chaud (21,5 °C), un air très sec en été, sec en toutes saisons, des vents forts (fréquence de 40 à 50 % de vents > 5 m/s) et peu de brouillards. 
Pour la période 1971-2000, la température annuelle moyenne est de 14,5 °C, avec une amplitude thermique annuelle de 15,5 °C. Le cumul annuel moyen de précipitations est de 594 mm, avec 5,9 jours de précipitations en janvier et 1,5 jours en juillet. Pour la période 1991-2020, la température moyenne annuelle observée sur la station météorologique de Météo-France la plus proche, « Mimet », sur la commune de Mimet à 8 km à vol d'oiseau, est de 13,3 °C et le cumul annuel moyen de précipitations est de 725,2 mm. 
La température maximale relevée sur cette station est de 39,1 °C, atteinte le 28 juin 2019 ; la température minimale est de −13,4 °C, atteinte le 7 février 2012,,. 
| Mois                                  | jan.          | fév.            | mars          | avril         | mai           | juin          | jui.          | août          | sep.          | oct.          | nov.            | déc.          | année      |
| ------------------------------------- | ------------- | --------------- | ------------- | ------------- | ------------- | ------------- | ------------- | ------------- | ------------- | ------------- | --------------- | ------------- | ---------- |
| Température minimale moyenne (°C)     | 1,6           | 1,3             | 3,8           | 6,3           | 9,8           | 13,3          | 15,7          | 15,8          | 12,5          | 9,7           | 5,3             | 2,5           | 8,1        |
| Température moyenne (°C)              | 5,7           | 6               | 9             | 11,6          | 15,6          | 19,5          | 22,3          | 22,2          | 18,1          | 14,2          | 9,3             | 6,4           | 13,3       |
| Température maximale moyenne (°C)     | 9,7           | 10,7            | 14,1          | 17            | 21,3          | 25,8          | 28,8          | 28,7          | 23,7          | 18,7          | 13,3            | 10,2          | 18,5       |
| Record de froid (°C) date du record   | −9,7 28.01.05 | −13,4 07.02.12  | −7,6 13.03.06 | −2,7 03.04.22 | −1,5 02.05.12 | 2,9 01.06.06  | 6,8 17.07.00  | 7,2 31.08.10  | 2,6 26.09.02  | −2 25.10.03   | −7,1 23.11.1999 | −9,5 30.12.05 | −13,4 2012 |
| Record de chaleur (°C) date du record | 19,7 28.01.08 | 20,3 18.02.1998 | 23,8 24.03.01 | 26,9 27.04.12 | 32,8 23.05.09 | 39,1 28.06.19 | 37,3 31.07.17 | 37,8 23.08.23 | 33,5 04.09.23 | 28,9 08.10.23 | 21,7 01.11.22   | 20,3 30.12.21 | 39,1 2019  |
| Précipitations (mm)                   | 66,4          | 41,4            | 40,7          | 68,9          | 54,3          | 38            | 16,4          | 36,7          | 96,9          | 97,2          | 100,3           | 68            | 725,2      |

| Diagramme climatique                                  |             |             |           |             |            |              |              |              |             |              |           |
| J                                                     | F           | M           | A         | M           | J          | J            | A            | S            | O           | N            | D         |
| 9,71,666,4                                            | 10,71,341,4 | 14,13,840,7 | 176,368,9 | 21,39,854,3 | 25,813,338 | 28,815,716,4 | 28,715,836,7 | 23,712,596,9 | 18,79,797,2 | 13,35,3100,3 | 10,22,568 |
| Moyennes : • Temp. maxi et mini °C • Précipitation mm |             |             |           |             |            |              |              |              |             |              |           |

Les paramètres climatiques de la commune ont été estimés pour le milieu du siècle (2041-2070) selon différents scénarios d'émission de gaz à effet de serre à partir des nouvelles projections climatiques de référence DRIAS-2020. Ils sont consultables sur un site dédié publié par Météo-France en novembre 2022.

## Urbanisme

### Typologie
Au 1er janvier 2024, Plan-de-Cuques est catégorisée grand centre urbain, selon la nouvelle grille communale de densité à 7 niveaux définie par l'Insee en 2022.
Elle appartient à l'unité urbaine de Marseille-Aix-en-Provence, une agglomération inter-départementale dont elle est une commune de la banlieue,. Par ailleurs la commune fait partie de l'aire d'attraction de Marseille - Aix-en-Provence, dont elle est une commune du pôle principal,. Cette aire, qui regroupe 115 communes, est catégorisée dans les aires de 700 000 habitants ou plus (hors Paris),.

### Occupation des sols
L'occupation des sols de la commune, telle qu'elle ressort de la base de données européenne d’occupation biophysique des sols Corine Land Cover (CLC), est marquée par l'importance des forêts et milieux semi-naturels (58,9 % en 2018), une proportion identique à celle de 1990 (58,9 %). La répartition détaillée en 2018 est la suivante : 
milieux à végétation arbustive et/ou herbacée (58,4 %), zones urbanisées (40,2 %), zones agricoles hétérogènes (0,9 %), forêts (0,5 %). L'évolution de l’occupation des sols de la commune et de ses infrastructures peut être observée sur les différentes représentations cartographiques du territoire : la carte de Cassini (XVIIIe siècle), la carte d'état-major (1820-1866) et les cartes ou photos aériennes de l'IGN pour la période actuelle (1950 à aujourd'hui).

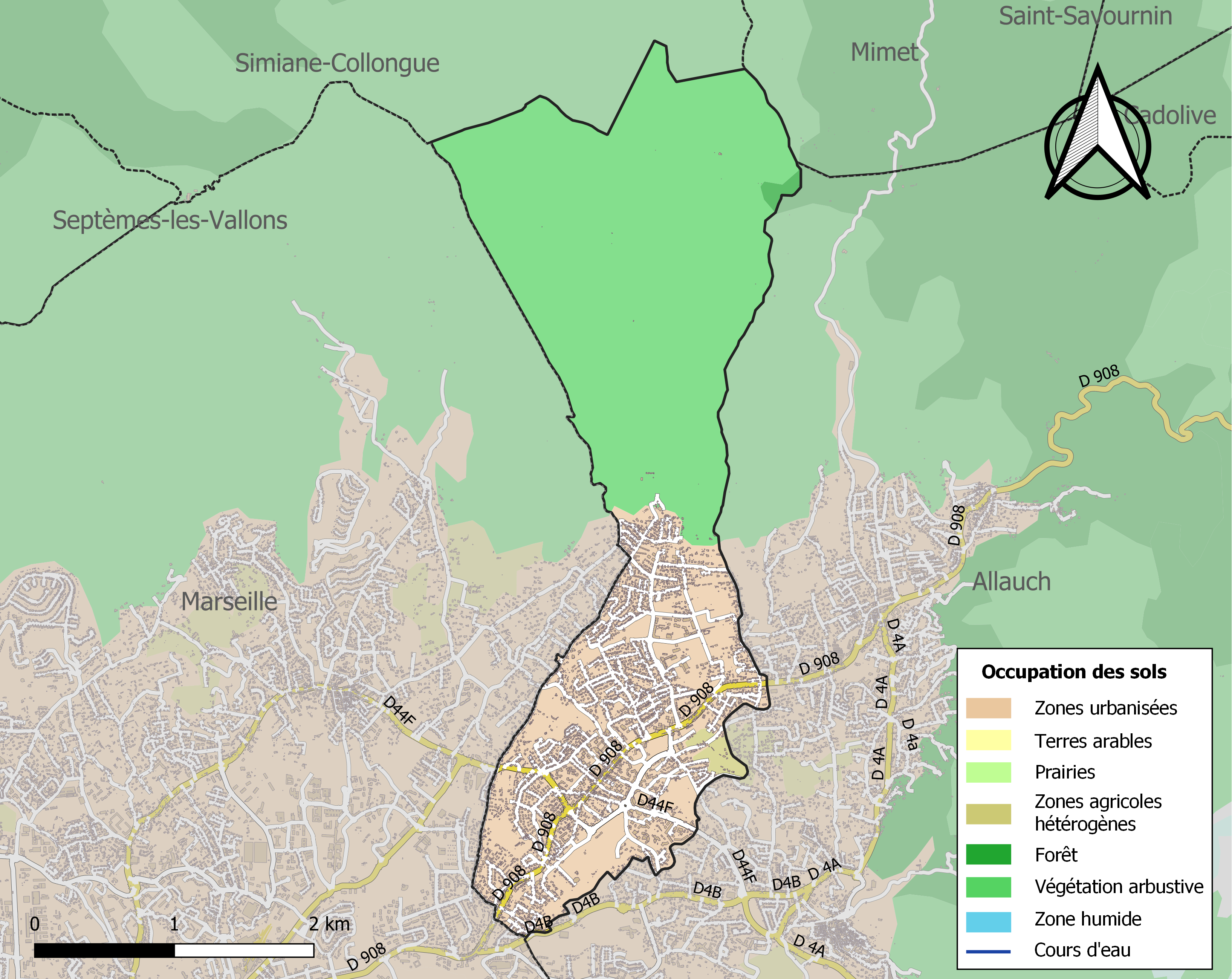
Carte des infrastructures et de l'occupation des sols de la commune en 2018 (CLC).

## Toponymie
Le nom en provençal de la ville est Lou Plan dei Cuco et signifie plateau ou plaine des tas, des meules (de foin, de paille, vu son activité agricole, principalement orientée sur la production de blé), racine indo-européenne : kŭk(k)- / °kūk(k)-, hauteur arrondie. Cette signification est connue tardivement, en témoigne l'affectation du nom à une colline à Saint Pierre et Miquelon : Cuquemel.

## Histoire

### Faits historiques
Plan-de-Cuques abrite la grotte de la Montade, site éponyme du Montadien, un faciès culturel de la Préhistoire, plus précisément de l'Épipaléolithique.
Faisant partie de la commune d'Allauch presque depuis toujours, Plan-de-Cuques était un lieu-dit qui ressemblait à un village rue.
La commune fut fondée en 1937, date à laquelle elle s'est dissociée de la commune d'Allauch.

## Politique et administration

### Liste des maires
| Période      | Période      | Identité             | Étiquette             | Qualité |
| ------------ | ------------ | -------------------- | --------------------- | --- |
| mars 1937    | 1937         | Jacques Figon        |                       | Président de la délégation spéciale                                                                                |
| 1937         | 1944         | Jules Rollandin      |                       | |
| 1944         | 1947         | André Bailet         | PCF                   | |
| 1947         | 1962 (décès) | Théodore Rampal      | CNIP                  | |
| 1962         | mars 1965    | Anna Bremond         |                       | |
| mars 1965    | mars 1989    | Maurice Bertrand     | UNR puis UDR puis RPR | Transitaire puis directeur de sociétés Conseiller général d'Allauch (1985 → 1992) Chevalier des Palmes académiques |
| mars 1989    | juillet 2020 | Jean-Pierre Bertrand | DVD                   | Cadre commercial retraité                                                                                          |
| juillet 2020 | En cours     | Laurent Simon        | LR                    | Cadre de la fonction publique 5e vice-président de la Métropole d'Aix-Marseille-Provence (2021 → )                 |

### Jumelages
Engelskirchen (Allemagne) depuis 1972.
 Sarnico (Italie) depuis 1993.
 Mevasseret Tsion (Israël) depuis 2011.

## Population et société

### Démographie
L'évolution du nombre d'habitants est connue à travers les recensements de la population effectués dans la commune depuis 1946. Pour les communes de plus de 10 000 habitants les recensements ont lieu chaque année à la suite d'une enquête par sondage auprès d'un échantillon d'adresses représentant 8 % de leurs logements, contrairement aux autres communes qui ont un recensement réel tous les cinq ans,.

En 2022, la commune comptait 11 504 habitants, en évolution de +11,01 % par rapport à 2016 (Bouches-du-Rhône : +2,48 %, France hors Mayotte : +2,11 %).
| 1946  | 1954  | 1962  | 1968  | 1975  | 1982  | 1990  | 1999   | 2006   |
| ----- | ----- | ----- | ----- | ----- | ----- | ----- | ------ | ------ |
| 4 536 | 4 713 | 4 949 | 5 183 | 5 892 | 8 119 | 9 847 | 10 472 | 10 536 |

| 2011   | 2016   | 2021   | 2022   | - | - | - | - | - |
| ------ | ------ | ------ | ------ | - | - | - | - | - |
| 10 974 | 10 363 | 11 396 | 11 504 | - | - | - | - | - |

### Sécurité
Plan-de-Cuques fait partie de la circonscription de sécurité publique de Marseille qui se classe au 13e rang en ce qui concerne le taux de criminalité des quelque 400 circonscriptions métropolitaines de sécurité civile. Aucun détail concernant la délinquance dans la commune même de Plan-de-Cuques n'est donc fourni.
Depuis le mois d'octobre 2013, le commissariat est dirigé par le commandant de police Noel Sinibaldi.

### Manifestations culturelles et festivités
De nombreuses activités et animations  culturelles et artistiques ont lieu à Plan de Cuques, un village qui maintient ses valeurs provençales grâce à deux associations folkloriques : Lou Grihet et Saint Éloi (rencontres internationales de folklore).
- Salon des Saveurs[26]
- Festival de l’humour
- Festival de la BD
- Fête du sport
- Festival de Jazz
- Carnaval[27]
- Journée commerciale de Noël[27]
- Gala de variétés
- Halloween[27]
- Soirées à thèmes
- Sainte Marie Magdeleine[27]
- Journées Folkloriques
- Salons d’expositions de peintures
- Salon de la broderie, peinture sur tissus
- Des Chorales, cours de théâtre, de musique[28]
- Salon des antiquaires, du livre, de la philatélie
- Les collégiens du collège Olympe de Gouges

### Personnalités liées à la commune
- Akhenaton, chanteur du groupe IAM.
- Jean-Jacques Goldman (1951-), auteur, compositeur, interprète.
- Thierry Amiel (1982-), chanteur.
- René Dary (1905-1974), acteur français.
- Henri Roessler (1910-1978), footballeur français. Il a lancé l'épopée du Stade de Reims avec son premier titre de Champion de France en 1949. Il détient par ailleurs le record de longévité au poste d'entraîneur de l'Olympique de Marseille.
- Titoff (1972-), humoriste, comédien.
- Romain Alessandrini (1989-), footballeur français.
- Maxime Bouet (1986-), coureur cycliste français.
- Louis Botinelly, sculpteur français décédé le 26 mars 1962, repose au cimetière de Plan-de-Cuques.
- Jacques Camatte (1935-2025), philosophe, théoricien du devenir humain, né à Plan-de-Cuques.

### Héraldique
| Armes de Plan-de-Cuques | Les armes peuvent se blasonner ainsi : De sinople au lion dragonné couché d'or, crachant une gerbe d'eau d'argent chargée du millésime 1873 d'azur, au chef composé : à dextre au champ d'argent à la croix d'azur (qui est de Marseille), chargé en pointe du millésime 1792 d'or brochant sur le tout, en cœur au champ d'or à quatre pals de gueules (qui est de Provence ancien), à senestre au champ d'azur au croissant renversé d'argent accompagné en pointe de trois étoiles et en chef de deux demi-vols de même (qui est d'Allauch), chargé en pointe du millésime 1937 d'or. |

## Culture et patrimoine
- Moulin de Pain Blanc[29] restauré en 2004/2005, moulin à farine qui produisait sans doute une farine blanche d'où son nom…
- Plus vieil olivier d'Europe[30].
- Église Sainte-Marie-Madeleine de Plan-de-Cuques.

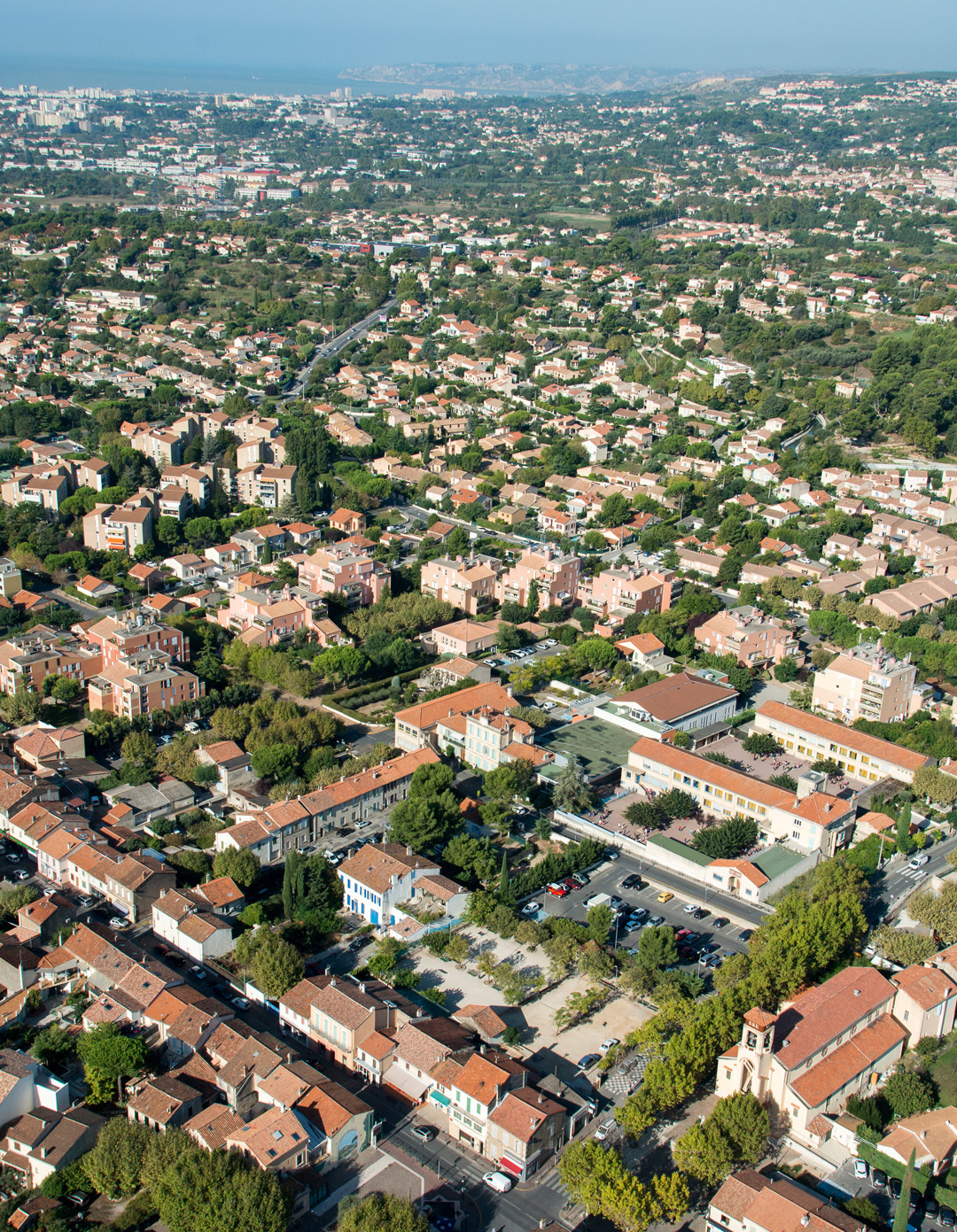
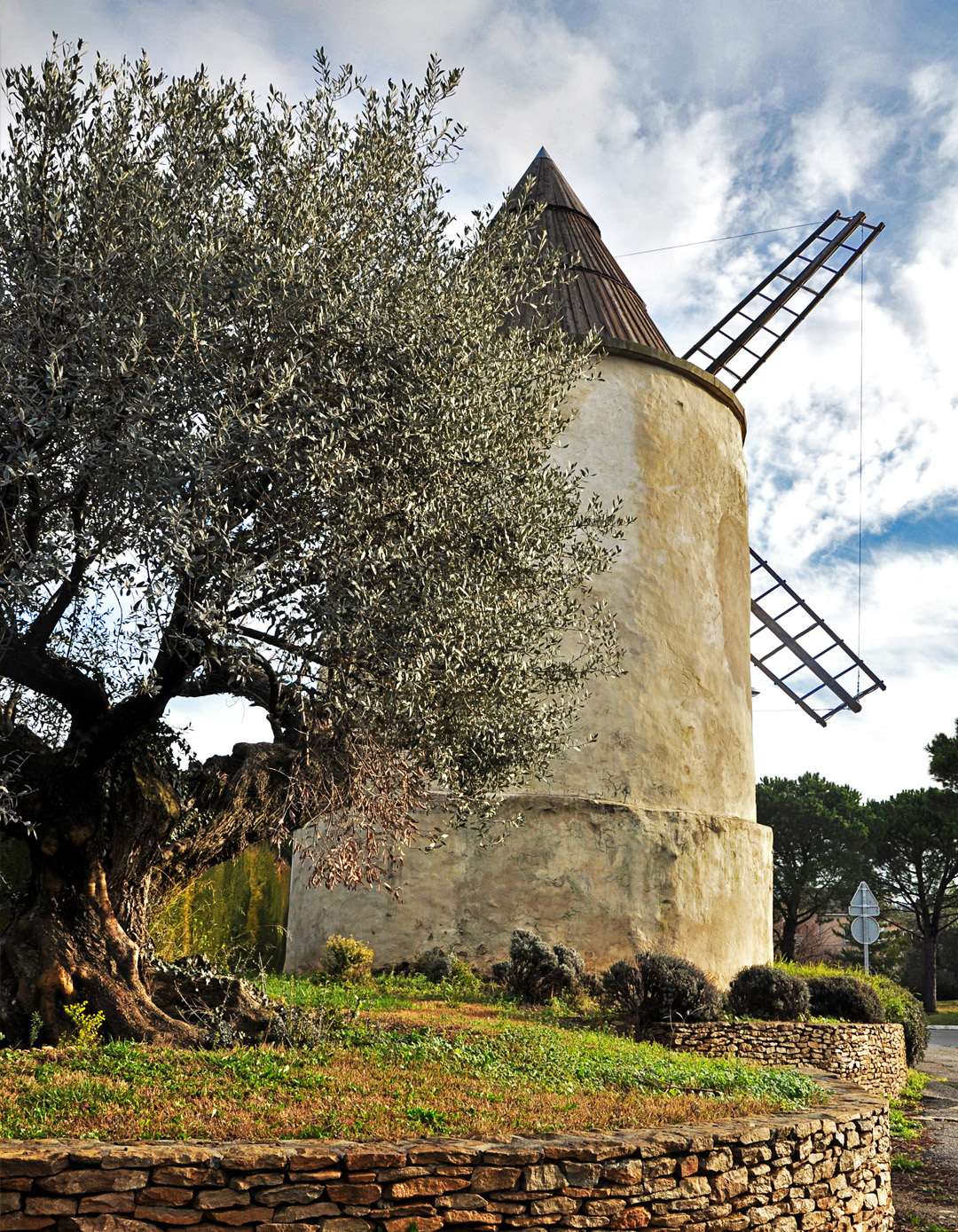
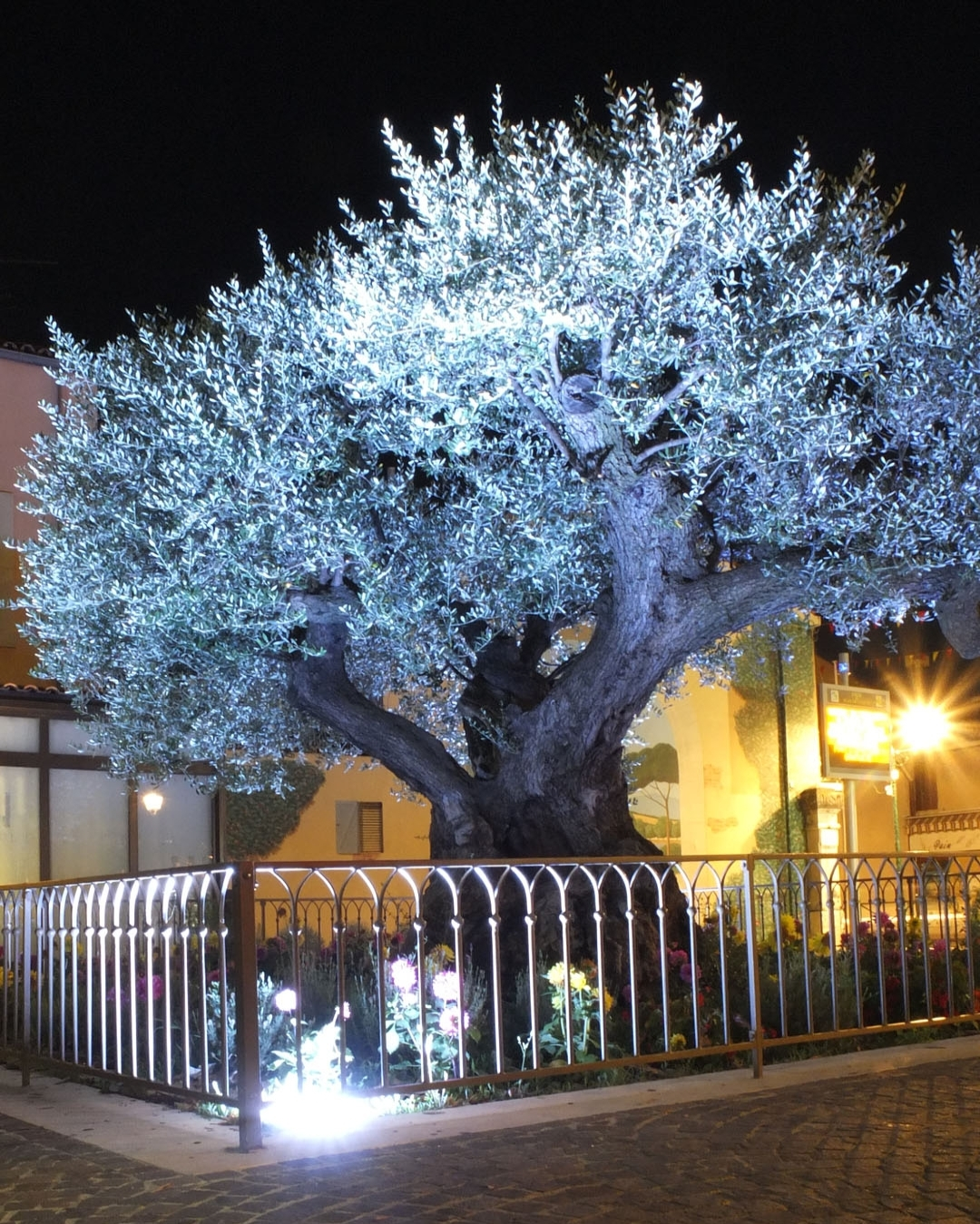